# Мери Ритер Бирд
Мери Ритер Бирд (5. август 1876 - 14. август 1958) била је америчка историчарка и архивисткиња која је играла важну улогу у борби жена за право гласа и била активна у заговарању друштвене правде кроз едукативне и активистичке улоге како у покретима за права радника тако и правима жена. Написала је неколико књига о женској улози у историји, међу којима су On Understanding Women (1931), (Ed.) America Through Women's Eyes (1933) и Woman As Force In History: A Study in Traditions and Realities (1946). Поред тога, сарађивала је са својим супругом, еминентним историчарем Чарлсом Остином Бирдом на неколико истакнутих дела, нарочито под именом The Rise of American Civilization (1927).